# 大橋屋
大橋屋（おおはしや）は、愛知県豊川市赤坂町にあった旅籠。2015年（平成27年）3月15日まで営業を行い、東海道五十三次の宿場町のうちで、江戸時代の建物のまま営業する最後の旅籠だった。建物を改装し現在も旅館として営業を続ける旅籠は静岡県静岡市の興津宿に現存する。

## 概要
江戸時代の東海道赤坂宿の佇まいを今に伝える老舗で、歌川広重の「東海道五十三次・赤坂宿舎招婦図」のモデルになっていた。松尾芭蕉が宿泊し、俳句を詠んだともいわれる。創業は江戸中期とされる。宿中央の屋根の柱に、創業以来中身を見たことがないという米俵がある。2階へは吹き抜けの部屋から手すりのない黒光りの階段を上る。
2015年（平成27年）3月、創業366年目にして、旅籠の歴史に幕を降ろした。同年9月に豊川市に寄贈され、2016年5月より日を限って一般公開されている。豊川市は「今後、耐震補強も含めた保存整備の設計作業や工事を行う」としている。

## 沿革
- 1649年（慶安2年）：創業。
- 1715年（正徳5年）：改築[5]。
- 1921年（大正10年）：隣家で発生した火災が延焼し、建物の3分の1ほどが焼失した[2]。
- 1977年（昭和52年）：3月1日 旧音羽町（現・豊川市）の文化財に指定された[1]。
- 2015年（平成27年）：3月15日をもって営業を終了。9月に所有者より豊川市に寄贈される[4]。
- 2016年（平成28年）：建物の寄贈を受けた豊川市が、指定日に限定する形で一般公開を開始[4]。

## ギャラリー
- 正面から見た大橋屋（2012年）
- 一般公開後の大橋屋（2019年）
- 裏側から見た大橋屋（2021年）
- 建物の中（2021年）
- 建物の中（2021年）
- 歌川広重『東海道五十三次・赤坂宿舎招婦図』

## アクセス
- 東名高速道路 音羽蒲郡ICから車で約4分。
- 名鉄名古屋本線 名電赤坂駅から徒歩で約10分。
- 駐車場：普通車8台（旅館営業当時。旅館廃業後の一般公開時には「周辺に駐車場はない」と案内されている[4]）。